# Universidad Estatal de los Urales del Sur
La Universidad Estatal de los Urales del Sur (en ruso: Южно-Уральский государственный университет) en Cheliábinsk es una de las instituciones educativas más grandes de Rusia. Se encuentra entre las diez mejores universidades rusas según la clasificación estatal del Ministerio de Educación y Ciencia de la Federación Rusa, y la más grande de Rusia en cuanto al número de estudiantes universitarios.
Desde el año 2010, SUSU (Por sus siglas en inglés en inglés: South Ural State University), ha logrado alcanzar el estatus de Universidad Nacional de Investigación. En 2015, la misma fue elegida para participar del proyecto llamado “5-100” que tiene por objetivo mejorar la calidad y posicionamiento de las universidades en Rusia. En 2018, la Universidad Estatal de los Urales del Sur por primera vez en su historia se incluyó en el Ranking de las mejores universidades del mundo elaborado por la consultora Quacquarelli Symonds (QS) de Gran Bretaña. La clasificación actual la ubica en la posición 800-1000 de este ranking. SUSU comprende 10 institutos y escuelas, 2 facultades (Facultad de Formación Preuniversitaria y Facultad de Educación Militar), como así también 4 dependencias. Más de 28 mil estudiantes de 52 países de todo el mundo estudian hoy en SUSU.
Con más de 70 años de historia, SUSU se ha ganado su prestigiosa reputación en la región. Hoy en día, SUSU tiene más de 40.000 estudiantes en programas de licenciatura, maestría y posgrado, incluidos 2000 extranjeros de 37 países. Más de 3000 profesores son responsables de la calidad del proceso educativo. Su ubicación en el corazón de Eurasia, en la confluencia de las principales rutas comerciales y culturales, junto con su acogedor ambiente multicultural, una sorprendente combinación de industria desarrollada y una belleza natural única, hacen de nuestra universidad el lugar perfecto para estudiar y desarrollar la cooperación internacional.
Hoy en día, la universidad incluye 32 departamentos e institutos, 7 laboratorios de clase mundial y 33 centros de investigación. Las principales áreas de investigación como la ciencia aeroespacial, la ingeniería y las tecnologías de supercomputadoras refuerzan la posición de liderazgo de la universidad en el mercado internacional de la investigación. La cooperación internacional juega un papel importante en el desarrollo estratégico de la universidad. Cada año, SUSU es visitada por profesionales, profesores e investigadores extranjeros que vienen a compartir conocimientos y experiencias. Los exalumnos de SUSU suman más de 240.000 personas. La gran mayoría de ellos tiene trabajos relacionados con su carrera universitaria en algunas de las compañías más grandes de Rusia y de otros países. Un alto nivel de investigación y logros científicos, así como un rendimiento estable en términos de calidad de la educación, ayudan a la universidad a mantener sus posiciones de liderazgo no solo en el ámbito nacional (Interfax - 62, ExpertRA - 42), sino también en los rankings globales (QS-BRICS - 151-200, RankPro - 412).

## Historia
La Universidad Estatal de los Urales del Sur es una universidad con historia interesante y tradiciones diversas. Esta institución educativa multidisciplinaria es famosa por sus logros científicos, alto nivel de preparación educativa, bases académicas y fundamentales e instalaciones materiales y técnicas para fines de investigación y del proceso educativo.
La historia de la universidad es una serie de etapas sucesivas de desarrollo dinámico. Desde un instituto que consta de solo dos facultades, se ha convertido en una universidad nacional de investigación, un centro científico y educativo no solo de la región de los Urales del Sur, sino también del país. Hoy SUSU es una plataforma de desarrollos innovadores, un punto de partida para la juventud moderna, para una generación de personas ambiciosas y seguras de sí mismas, con ideas y proyectos desafiantes. 

## Escuelas e institutos
- Instituto de Arquitectura y Construcción
- Escuela de Biología Médica
- Escuela de Economía y Gestión
- Escuela de Ingeniería Eléctrica y Ciencias de la Computación
- Instituto de Lingüística y Comunicación Internacional
- Instituto de Ciencias Sociales y Humanidades
- Instituto de Ciencias Naturales
- Instituto de Deportes, Turismo y Servicios
- Instituto Politécnico
- Instituto de Derecho

## A simple vista
La universidad ofrece más de 240 programas de grado, 150 programas de maestría, 24 programas de especialización y 86 programas de posgrado.
SUSU crea sus propios medios modernos de educación. Esto significa más de 4000 bancos de trabajo de capacitación, simuladores y entrenadores de computadoras, computadoras de diversos tipos y variaciones para las áreas profesionales de capacitación de la universidad.
En SUSU, se han desarrollado formas modernas de aprendizaje a distancia (e-learning y b-learning), así como cursos masivos de aprendizaje a distancia en formato MOOC.

## La vida estudiantil
La vida estudiantil (StudLIFE) en SUSU se extiende más allá del aula. Sus estudiantes también participan de diversas actividades que incluyen eventos inolvidables y que por supuesto,  mucha creatividad.
Nuestros estudiantes actualmente participan en concursos urbanos y regionales, tanto rusos como internacionales. Cabe destacar que en SUSU hay 23 grupos artísticos, más de 24 clubes deportivos y una amplia gama de organizaciones estudiantiles.
Cada año la universidad organiza más de 200 eventos. Entre ellos se encuentran los conocidos concursos tradicionales Mister y Miss SUSU, en los cuales los concursantes compiten en belleza, inteligencia y creatividad. Los miembros de los equipos KVN (Club of the Funny and Inventive People) incluso se desempeñan a nivel nacional, y la propuesta de SUSU sorprende por la variedad de eventos.

## Asociación de Estudiantes Internacionales
La Asociación de Estudiantes Internacionales es una organización de estudiantes presente en toda Rusia cuyos objetivos principales son:
- Acompañar y asistir a los nuevos estudiantes en su adaptación.
- Dar a conocer las características de la cultura rusa.
- Generar vínculos y amistades internacionales.

AIS es la organizadora a nivel nacional, que lleva a cabo eventos tales como el Día de la Cultura Árabe, el Día de la Cultura Africana, Navruz, la Ceremonia del Té, el Año Nuevo Internacional, los festivales culinarios y las competiciones deportivas (mini-fútbol, baloncesto, tenis, etc.).
Sus tutores son estudiantes extranjeros de SUSU dispuestos a ayudar a los nuevos estudiantes en todas las instancia de adaptación. Los tutores, por su parte, viven en Rusia desde hace varios años y se educan en tales universidad. Todas las consultas sobre admisión, educación, campus, vida estudiantil en SUSU son siempre bienvenidas.